# Pletenîi Tașlîk, Mala Vîska
Pletenîi Tașlîk (în ucraineană Плетений Ташлик) este localitatea de reședință a comunei Pletenîi Tașlîk din raionul Mala Vîska, regiunea Kirovohrad, Ucraina.

## Demografie
Componența lingvistică a localității Pletenîi Tașlîk
     Ucraineană (94,32%)
     Română (2,81%)
     Rusă (1,75%)
     Alte limbi (0,68%)
Conform recensământului din 2001, majoritatea populației localității Pletenîi Tașlîk era vorbitoare de ucraineană (94,32%), existând în minoritate și vorbitori de română (2,81%) și rusă (1,75%).